# 自画像 (レオナルド・ダ・ヴィンチ)
『自画像』（じがぞう、伊: Autoritratto）は、ルネサンス期の芸術家レオナルド・ダ・ヴィンチが1510年ごろに描いたドローイング。トリノのトリノ王立図書館 (en:Royal Library of Turin) 所蔵。研究者によって異論もあるが、広くレオナルドの60歳ごろの自画像だと考えられているため、本稿でも『自画像』という呼称を用いる。幾度となく模写、模倣され、博学者あるいは万能人としてのレオナルドを象徴するアイコンとなってきた作品である。
『自画像』には、向かって右斜め横を向いた老人の頭部が、紙に赤チョークで描かれている。長髪と波打つ長いひげが肩から胸まで垂れ下がっている。ルネサンス期の肖像画ではこのような髪とひげの表現は珍しく、深い知性を持つ人物であることを示唆している。その顔貌はやや鷲鼻で、額から眉にかけての深いしわ、垂れた下まぶたが表現されている。小鼻から伸びた深いほうれい線のために、上前歯が抜け落ちているかのような印象を与える。前方に向けられた視線は鑑賞者の視線とは交差せず、長いまつげに縁どられた目は厳粛な雰囲気をたたえている。
このドローイングは明瞭な輪郭線を持ち、左手（レオナルドは左利きだった）で施されたハッチングで陰影が付けられている。描かれている紙は長年の湿気のために茶色く変色している。紙という素材自体がもろく、さらに保存状態も良くないことから、トリノ王立図書館でも常設展示はされていない。このため、研究者たちは紙を傷つけることなくドローイングの状態を解析することに苦心してきた。様々な解析技法と解析結果から、保存状態の悪さがドローイングの価値を貶めており、このままでは永続的な保存が困難であることが「Applied Physics Letters」（2014年）に報告された。

## モデルをめぐる論争
このドローイングがレオナルドの自画像だとされたのは19世紀になってからで、この説の根拠は二つあった。一つ目はラファエロの『アテナイの学堂』に描かれている、レオナルドをモデルにしたプラトンの肖像画がこのドローイングの人物に似ていること、二つ目はこのドローイングが、確実にレオナルドの手による他のドローイングと同様に、極めて高い品質を持っていたことである。また、マニエリスム期のイタリア人画家、美術史家ジョルジョ・ヴァザーリの著書『画家・彫刻家・建築家列伝』（第二版）の口絵になっているレオナルドの木版肖像が、このドローイングの人物に似ていることも傍証とされた。ドイツ人美術史家フランク・ツェルナー (en:Frank Zöllner) は「この赤チョークで描かれたドローイングは、レオナルドの外貌を現代に伝える作品だと広く認められ、さらに長きにわたって唯一のレオナルドの肖像画だと見なされてきた」としている。
一方で、このドローイングがレオナルドの自画像であるとされていることに対する異説もある。ロバート・ペイン (en:Robert Payne)、マーティン・ケンプ (en:Martin Kemp)、ピエトロ・マラーニ、カルロ・ペドレッティ (en:Carlo Pedretti)、ラリー・J・ファインバーグ ら、多くのルネサンス期の専門家たちが、このドローイングがレオナルドの自画像であるという説に疑義を呈している。
20世紀末の研究では、このドローイングに描かれている人物は、67歳で死去したレオナルドよりも年長に見えることと、さらに伝承ではこのドローイングをレオナルドが描いたのが58歳から60歳ごろといわれることが指摘されている。このため、描かれている人物は、どちらも80歳の長命を保ったレオナルドの父ピエロか、叔父のフランチェスコではないかという可能性が示唆されている。

## その他のレオナルドの肖像画

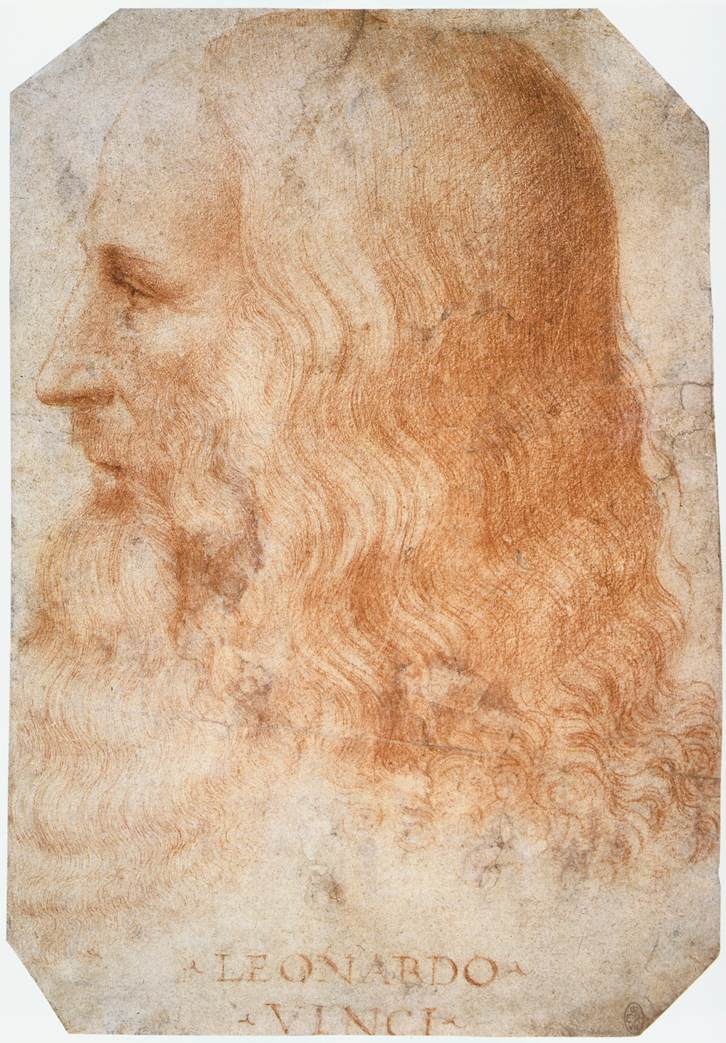
レオナルドの弟子フランチェスコ・メルツィが1510年ごろに描いたといわれる、レオナルドの肖像画。
ロイヤル・コレクション（ウィンザー城）所蔵。

他の芸術家の手によるレオナルドの肖像画が数点現存している。レオナルドの弟子フランチェスコ・メルツィが1510年ごろに描いたといわれるドローイング（ロイヤル・コレクション、ウィンザー城）や、後世のラファエロ・モルガンの 銅版画（ロサンゼルス郡立美術館）などには、老年期のレオナルドが描かれている。
若き日のレオナルドの肖像を伝える作品もある。レオナルドの師ヴェロッキオの彫刻ダヴィデ像 (en:David (Verrocchio)) は徒弟時代のレオナルドがモデルだと考えられている。レオナルド自身の『東方三博士の礼拝』(en:Adoration of the Magi) の画面右下に描かれている若者は、自画像の可能性がある。レオナルドと交流があったルネサンス期のイタリア人数学者ルカ・パチョーリの著書『神聖比例論』はレオナルドが挿絵を担当しているが、この挿絵の中にもレオナルドの自画像があるといわれている。